# 張嗣居
張嗣居（？年—？年），浙江紹興府餘姚縣人，由候補知州，十三年六月署四川順慶府岳池縣知縣。是一位政治人物，明清時曾在四川順慶府岳池縣（位於今四川東北部，武周萬歲通天二年分南充、相如二縣置，是一個千年古縣）擔任官吏。